# Gabriel Cedrés
Néstor Gabriel Cedrés (Minas, Uruguay, 3 de marzo de 1970) es un exfutbolista uruguayo que jugaba de mediapunta. Fue internacional con la selección de Uruguay, tres veces campeón del campeonato uruguayo con Peñarol y ganador de la Copa Libertadores en 1996 con River Plate de Argentina. Jugó 20 años como futbolista profesional, desde 1988 hasta el año 2008, teniendo pasajes por Boca Juniors y América de México.

## Trayectoria

### Inicios
Comenzó a jugar en las juveniles de Deportivo Maldonado (en ese momento en la Organización del Fútbol del Interior). Jugó allí en las selecciones juveniles hasta que con 17 años decidió ir a probar suerte a Montevideo a uno de los clubes más grandes del país, el Club Atlético Peñarol.
Debutó en la Primera División de Uruguay en 1988, con grandes actuaciones, y de a poco se fue consolidando como titular, jugando junto a grandes figuras como Venancio Ramos, Carlos Aguilera, Gustavo Matosas, entre otros. En su primer año en Peñarol, obtuvo la Liguilla Pre-Libertadores. El especial debut en primera, data del 18 de mayo de 1988, por el Torneo Competencia. Cedrés fue titular en el clásico y anotó un gol para la victoria aurinegra por 3 a 0.
En el año 1991 tuvo el privilegio de jugar en el centenario de Peñarol, año en el que el club realizó una gira por Europa, donde obtuvo la Copa Cerdeña en Italia, tras vencer en dos partidos al Cagliari y la Copa Murcia en España, tras vencer al Murcia. En 1993, se consagró campeón del torneo uruguayo con Peñarol, siendo este el último torneo de Cedrés en su primer paso por club mirasol.

### Su paso por el fútbol de Argentina y México
Cruzó el Río de la Plata, para jugar en Argentinos Juniors. Tras hacer un muy buen papel con el bicho, en 1994 dio el salto al Club Atlético River Plate, donde obtuvo el Torneo Apertura de 1994 y la Copa Libertadores de América de 1996, siendo uno de los pilares fundamentales de aquel equipo. Poco tiempo después, pasó a jugar al eterno rival, Boca Juniors. Más tarde, en 1997, pasó al Club América de México, en el cual jugó seis meses.

### El regreso a Peñarol
En 1998, Peñarol lo contrató por 1.500.000 dólares, siendo el pase más caro de la historia del club hasta ese momento. Jugó en el carbonero hasta 2005, donde conquistó nuevamente el campeonato uruguayo en la temporada 1999 y después en 2003.
Desde que volvió al aurinegro, fue una pieza clave y protagonista del mediocampo junto a Pablo Bengoechea. En 1999, tras un Torneo Apertura donde Peñarol decepcionó, el plantel y el equipo se transformó de cara a la segunda mitad del campeonato, siendo el protagonista de un Torneo Clausura histórico, a ese equipo le llamaron la 4x4, también conocido como La máquina del 99 por la gran cantidad de goles que anotó. Los goles decisivos, así como grandes asistencias de Cedrés fueron claves para obtener el título, donde también se destacaron las actuaciones de otros jugadores como Walter Pandiani, Antonio Pacheco, entre otros.
En el Torneo Clausura del año 2003, Peñarol arrasó y consiguió 39 puntos, de los 17 partidos jugados, obteniendo así la Tabla Anual (sumatoria de puntos acumulados en los torneos Apertura y Clausura) de aquel año. En la final del Campeonato Uruguayo, Peñarol venció por 1 a 0 a Nacional, y una vez más la actuación de Gaby Cedrés a lo largo del campeonato fue trascendental.

### Años finales de su carrera profesional
En el año 2006, pasó a jugar a River Plate de Uruguay, con el cual entre lágrimas le convirtió un gol a Peñarol. Más tarde pasó por Wanderers y Deportivo Maldonado, club con el cual culminó con su carrera deportiva profesional.

### Selección nacional
Debutó con su selección en un amistoso ante Colombia el 3 de febrero de 1990, disputado en Estados Unidos. Jugó un total de 27 partidos y marcó 5 goles.

| Competición       | Sede  | Resultado | Partidos | Goles |
| ----------------- | ----- | --------- | -------- | ----- |
| Copa América 1991 | Chile | 5º Lugar  | 2        | 0     |

## Clubes
| Club                | País      | Año       | Partidos | Goles |
| ------------------- | --------- | --------- | -------- | ----- |
| Peñarol             | Uruguay   | 1988-1993 | ?        | 27    |
| Argentinos Juniors  | Argentina | 1993      | 16       | 4     |
| River Plate         | Argentina | 1994-1996 | 101      | 13    |
| Boca Juniors        | Argentina | 1996-1997 | 34       | 10    |
| América             | México    | 1997-1998 | 30       | 7     |
| Peñarol             | Uruguay   | 1998-2005 | 219      | 53    |
| River Plate         | Uruguay   | 2006      | 16       | 4     |
| Wanderers           | Uruguay   | 2006-2007 | 11       | 0     |
| Deportivo Maldonado | Uruguay   | 2007-2008 | 15       | 4     |

## Títulos

### Torneos nacionales
| Título                        | Club        | País      | Año    |
| ----------------------------- | ----------- | --------- | ------ |
| Campeonato Uruguayo           | Peñarol     | Uruguay   | 1993   |
| Primera División de Argentina | River Plate | Argentina | A-1994 |
| Campeonato Uruguayo           | Peñarol     | Uruguay   | 1999   |
| Campeonato Uruguayo           | Peñarol     | Uruguay   | 2003   |

### Torneos internacionales
| Título            | Club        | Sede         | Año  |
| ----------------- | ----------- | ------------ | ---- |
| Copa Libertadores | River Plate | Buenos Aires | 1996 |